# وكالة الضمان الاجتماعي المستدامة والتشغيلية
وكالة الضمان الاجتماعي المستدامة والتشغيلية — وكالة الضمان الاجتماعي المستدامة والتشغيلية هي كيانة قانونية عامة متعلقة بإدارة مراكز «دوست» وبتقييم ومراقبة أنشطتها وبتنظيم الخدمات الواردة في القائمة التي عينها رئيس جمهورية أذربيجان في مجالات الضمان الاجتماعي والحماية الاجتماعية، المجالات الأخرى، وذلك فقا لأنشطة وزارة العمل والحماية الاجتماعية للسكان في جمهورية أذربيجان بمراكز «دوست».

## تأريخها
أسست وكالة «دوست» بناء على مرسوم رئيس جمهورية أذربيجان برقم 229 بتأريخ 09 أغسطس عام 2018.
تم التصديق على النظام الداخلي والنظام لوكالة «دوست» وقائمة الخدمات المقدمة وقواعد تقديم الخدمات في مراكز «دوست» بناء على مرسوم رئيس جمهورية أذربيجان برقم 387 بتأريخ 10 ديسمبر عام 2018 عن توفير النشاط لوكالة الضمان الاجتماعي المستدامة والتشغيلية.
تم افتتاح مركز «دوست» رقم 1 بالعاصمة باكو ووكالة دوست في تأريخ 09 مايو عام 2019 بمشاركة رئيس جمهورية أذربيجان إلهام علييف والنائبة الأولى للرئيس مهريبان علييفا.
تم افتتاح مركز «دوست» رقم 2 بباكو في تأريخ 24 ديسمبر عام 2019 بمشاركة رئيس جمهورية أذربيجان إلهام علييف.
تم افتتاح مركز «دوست» رقم 3 بباكو في تأريخ 19 مايو عام 2020 بمشاركة رئيس جمهورية أذربيجان إلهام علييف والنائبة الأولى للرئيس مهريبان علييفا.
تم افتتاح مركز «دوست» رقم 4 بباكو في تأريخ 30 مارس عام 2021 بمشاركة رئيس جمهورية أذربيجان إلهام علييف.
تم افتاتح مركز «دوست» رقم 6 بمنطقة أبشرون في تأريخ 14 يوليو عام 2021 بمشاركة رئيس جمهورية أذربيجان إلهام علييف.
تم افتتاح مركز «دوست» للتنمية الشاملة والإبداع بباكو في تأريخ 22 أكتوبر عام 2022 بمشاركة رئيس جمهورية أذربيجان إلهام علييف والنائبة الأولى مهريبان علييفا ونائبة رئيس مؤسسة حيدر علييف ليلى علييفا.

## مهمتها
مهمة وكالة «دوست» هي تزويد سكان جمهورية أذربيجان بالوصول السريع والمريح إلى الخدمات العالمية في مجال العمل والحماية الاجتماعية التي تقدمها الدولة عبر شبكة مراكز الخدمة وباستخدام الخدمات الإلكترونية الحديثة.

## إدارة الوكالة ونظامها
تطبق الوكالة معايير الشركات التقدمية في أنشطتها. وتتكون الهيئات الإدارية للوكالة من مجلس الرقابة ومجلس الإدارة.
يقوم مجلس الرقابة للوكالة بالرقابة والقيادة العامة في الوكالة. يعمل المجلس على أساس اجتماعي وله الحق في اتخاذ قرارات مستقلة. يتكون المجلس من 7 أعضاء على النحو التالي:
1. وزير العمل والحماية الاجتماعية للسكان في جمهورية أذربيجان.
2. مساعد النائب الأول لرئيس جمهورية أذربيجان.
3. رئيس الوكالة الحكومية في خدمات المواطنين والابتكارات الاجتماعية لدى رئيس جمهورية أذربيجان.
4. رئيس مجلس إدارة الوكالة الحكومية لتطوير الأعمال الصغيرة والمتوسطة في جمهورية أذربيجان.
5. رئيس اتحاد النقابات للعمال.
6. رئيس الاتحاد الوطني لرجال الأعمال في جمهورية أذربيجان.
7. الممثل الخاص لوزارة العمل والحماية الاجتماعية للسكان في جمهورية أذربيجان.

رئيس مجلس الرقابة هو وزير العمل والحماية الاجتماعية للسكان في جمهورية أذربيجان، ويقوم مجلس الإدارة بالرئاسة الحالية في نشاط الوكالة. يتكون مجلس الإدارة من 3 أعضاء، ويتم تعيينهم وعزلهم من قبل رئيس مجلس الرقابة – رئيس مجلس الإدارة ونائبيه.
تنشط في الوكالة 11 قسما تابعا لمجلس الإدارة ومركز الاتصال رقم 142، والأقسام كالتالي:
1. المالية والمحاسبة.
2. الحقوق.
3. المشتريات والضمان.
4. إدارة الموارد البشرية والتعليم.
5. الرقابة الداخلية والتدقيق.
6. إدارة المعلومات والتحليل.
7. العلاقات العامة والاتصال.
8. التخطيط الاستراتيجي والعلاقات الدولية ولمشاريع.
9. العمل مع طعون المواطنين والوثائق.
10. خدمات «دوست».
11. تنظيم مراكز «دوست».

مركز الاتصال رقم 142- يمكّن من أن المواطن يطرح الاقتراحات المتعلقة بنشاط مراكز «دوست» ووزارة العمل والحماية الاجتماعية للسكان في جمهورية أذربيجان والحصول على المعلومات اللازمة عن الاوراق المطلوبة وأنواع كل الخدمات عبر الهاتف والإنترنت دون حضور إلى المركز. يجيب توجيه الاسئلة إلى صلاحيات الجهة الحكومية التي يمثلها مباشرة ويسجل الشكاوى (العرائض والاقتراحات والمعلومات) يرسلها إلى الوحدة الهيكلية ذات الصلة لتحقيقها وردها.
تستمر أيام العمل في مركز الاتصال رقم 142 من الاثنين إلى الجمعة من الساعة 09:00 صباحا حتى الساعة 18:00 مساء (باستثناء أيام العطل ويوم الحداد الوطني)، يعد يومي السبت والأحد عطلة رسمية. خلال فترة جائحة كورونا كوفيد 19 يقدم مركز الاتصال رقم 142 خدماته للمواطنين من الساعة 09:00 حتى الساعة 17:00 ومن الساعة 17:00 حتى الساعة 22:00.
تم تأسيس المجتمعات الاقتصادية التالية من قبل وكالة «دوست» بغية تنسيق الأنشطة في مختلف المجالات:
- مركز أعمال «دوست» - هو شركة ذات مسؤولية محدودة أسست بقرار مجلس الرقابة لوكالة «دوست» برقم... وبتأريخ... . يقوم المركز بجمع العاطلين عن العمل وإرسالهم إلى الأعمال العامة ويمول راتبهم فيما يتعلق بتنظيم الأعمال العامة مدفوعة الأجر بشكل المنصوص عليه في قانون جمهورية أذربيجان ويقدم الخدمات الاجتماعية بطريق تنظيم الأعمال العامة ويقدم الاستعادة البيئية للمناطق (أعمال التخضير في المناطق العامة وزرع شرائط الغابات وصيانة الحدائق والأماكن العامة) وخدمات الترميم وإعادة الإعمار وتنسيق الحدائق والإسكان والخدمات المجتمعية وما شابه ذلك، ويعمل في المجال لتنفيذ سياسة الدولة والتنظيمات المتعلقة بتقديم هذه الخدمات.
- مركز «دوست» للإبداع والتطوير الشامل: هو شركة ذات مسؤولية محدودة أسست بقرار مجلس الرقابة لوكالة «دوست» برقم 03 بتأريخ 05 أكتوبر عام 2021. ويعمل المركز على دعم تحديد وتطوير القدرات الإبداعية والمواهب والمهارات الأخرى للأشخاص ذوي الإعاقة، بما في ذلك معاقي الحرب، وأفراد أسر الشهداء، وكذلك الفئات الضعيفة اجتماعيا.
- مركز «دوست» للابتكارات الرقمية: مركز «دوست» للابداع والتطوير الشامل – هو شركة ذات مسؤولية محدودة أسست بقرار مجلس الرقابة لوكالة «دوست» برقم 04 وبتأريخ 17 ديسمبر عام 2021. يقوم المركز بالإدارة المتكاملة لقضايا المعلومات والاتصالات للهيئات المدرجة في هيكل وزارة العمل والحماية الاجتماعية للسكان والهيئات التابعة غير المدرجة في الهيكل، ويحدد سياسة تقنيات المعلومات بالوزارة ويقوم بالتكامل المتبادل للمؤسسات الحكومية وغير الحكومية مع قواعد المعلومات وتنظيم الخدمات الالكترونية وضمان استدامتها ودعم أنظمة المعلومات وتطويرها وضمان النشاط الفعال والآمن لأنظمة المعلومات ويعمل على تحسين نظام الإدارة في هذا المجال.

## خدمات «دوست»
تعمل وكالة دوست بواسطة مراكز "دوست كنقطة اتصال بين المواطنين والهيئات الحكومية ذات الصلة وتقوم بوظيفة منصة مراجعة موحدة، وتتجه الخدمات إلى 3 جهات لدى المنص:
1. الخدمات المتعلقة بنشاط 5 مؤسسات تابعة لوزارة العمل والحماية الاجتماعية للسكان في جمهورية أذربيجان بناء على مبدأ «نافذة واحدة» (صندوق الدولة للحماية الاجتماعية ووكالة الخدمات الاجتماعية ووكالة الدولة للتأهيل والخبرة الاجتماعية والطبية ووكالة الاستخدام الحكومية وخدمة تفتيش العمل الحكومية.)
2. رصد المساعدات الاجتماعية الحكومية المستهدفة والخدمات الاجتماعية المتنقلة.
3. 20 خدمة مقدمة في مجالات العمل والاستخدام والحماية الاجتماعية والخبرة الاجتماعية والطبية والتأهيل والعلاج والفحوص والمجالات الأخرى للأشخاص المعوقين والموظفين العسكريين المصابين في الحرب ولأفراد أسرة الاشخاص الذين استشهدوا خلا العمليات العسكرية من أجل استعادة وحدة أراضي جمهورية أذربيجان وتحرير الأراضي من الاحتلال الأرمني من قبل 6 مؤسسات حكومية (وزارة العمل والحماية الاجتماعية للسكان في جمهورية أذربيجان ووزارة الدفاع ووزارة الصحة وخدمة الدولة للتعبئة والتجنيد الإجباري والسلطات التنفيذية المحلية والوكالة الحكومية للتأمين الطبي الإجباري) بواسطة مركز التنسيق الموحد الذي تعمل بناء على مبدأ «باب واحد».

تقدم الخدمات إلى السكان في 12 جهة – في مجال العمالة وعلاقات العمل والمعاش التقاعدي والإستحقاقات الاجتماعية ومنح الرئاسية لجمهورية أذربيجان والإعاقة والفرص الصحية المحدودة والضمان الاجتماعية والخدمات الاجتماعية وبما فيها خدمات المساعدة الوظيفية مثل خدمات كاتب العدل والمصرف بواسطة مراكز «دوست» وفروعها وكذلك تقدم 154 خدمة على العموم في إطار مراكز التنسيق الموحد:
- إصدار الشهادات عن اتجاهات نشاط وزارة العمل والحماية الاجتماعية للسكان في جمهورية أذربيجان
- علاقات العمل- 6 خدمات
- مجال الإعاقة والفرص الصحية المحدودة – 11 خدمة
- مجال الأعمالة– 15 خدمة
- المعاش التقاعدي– 16 خدمة
- المنافع الاجتماعية والمساعدات الاجتماعية الحكومية المستهدفة والتقاعديات – 45 خدمة
- التبني – خدمتان
- التسجيل الفردي للمؤمن عليه – 3 خدمات
- التأمين الشخصي الإجباري الحكومي
- الخدمات الاجتماعية – 16 خدمة
- الخدمات المساعدة الوظيفية – 18 خدمة
- 20 خدمة متعلقة بستة مؤسسات في مركز التنسيق الموحد

## «دوست» المتطوع وبرامجه الفرعية
يتم تنظم نشاط التطوع في وكالة «دوست» بناء على البرامج الفرعية «دوست الشبابي» و «دوست الفضي» و «دوست عن بعد» و «دوست للشركات. يعمل حاليا 211 متطوعا على العموم بمراكز «دوست»، ويستمر 158 عضوا لبرنامج» دوست المتطوع" الذي تخرج 1848 شخص منه حتى شهر مارس عام 2022 في نشاطهم كموظف لمكتب وكالة «دوست» ومراكز “دوست".

### «دوست الشبابي»
تأسس البرنامج الفرعي لتنظيم إشراك الشباب الذين يتراوح أعمارهم بين 16 و29 عاما في الأنشطة المفيدة اجتماعيا، واكتساب وتطوير المعرفة والمهارات التجارية، والتنظيم الفعال لأوقات الفراغ.

### «دوست الفضي»
تأسس برنامج فرعي «دوست الفضي» بتنظيمه المشترك لمشروع "الربيع الثالث" وبرنامج “دوست المتطوع" بهدف دعم التنظيم الفعال لأوقات الفراغ وضمان نمط الحياة النشيط للأشخاص في سن التقاعد (50+ سنة).

### «دوست عن بعد»
تم تهيئة الظروف لدى البرنامج الفرعي لتنفيذ الواجبات في مجالات الاستشارة والعلاقات العامة والبحوث والتعليم والتدريس والمجالات الأخرى عبر الموقع الإلكتروني. وكذلك لديه ظروف للتنمية الفردية وزيادة المسؤولية الاجتماعية والإدماج الاجتماعي في المجتمع للأشخاص ذوي الإعاقة بمشاركتهم في البرنامج دون مغادرة مكان إقامتهم.

### «دوست للشركات»
تشارك في البرنامج الفرعي المنظمات الخاصة والمنظمات الاجتماعية والمنظمات الحكومية والمنظمات الأخرى المهتمة بالتعاون في إطار المسؤولية الاجتماعية والتي تقوم بنشاط في مجالات التدريبات الميدانية وأنشطة التوجيه وتنظيم المشاريع والفعاليات الاجتماعية والمجالات البيئية والمناسبة الأخرى.

## المعايير
تقوم وكالة «دوست» بنشاطها بناء على «نظام الإدارة المتكامل» المطبق وفقا لمعايير المنظمة الدولية للمعايير (أيزو). يشمل هذا النظام الأنشطة التي تلبي متطلبات المعايير التالية:
1. «أيزو 9001: 2015» – نظام الإدارة الجودة
2. «أيزو 1000 2: 2018» – نظام إدارة شكاوى الزبون
3. «أيزو 26000: 2010» – المسؤولية الاجتماعية
4. «أيزو 37001: 2016» – نظام الإدارة ضد رشاو

بدأت وكالة «دوست» في تنفيذ «نظام الإدارة المتكامل» ابتداء من سنة 2021 نتيجة للتدقيق الدولي الذي تم إجراؤه في الفترة ما بين شهر ديسمبر عام 2021 وشهر فبراير عام 2022، مُنحت الوكالة الشهادات المذكورة أعلاه لتطبيق النظام ذات صلة.

## العلاقات الدولية لوكالة «دوست» ومشاريعها
تقوم وكالة «دوست» بعلاقاتها الدولية تحت شعار «الاعتراف والتنمية» في 4 اتجاهات رئيسية:
1. توعية مفهوم «دوست» في المنصات الدولية ذات صلة،
2. توسيع علاقات التعاون مع منظمات الخبراء والمتبرعين الدولية،
3. القيام بالمشاريع المشتركة في مجالي الضمان والحماية الاجتماعية مع المنظمات الدولية،
4. دعم التطوير المؤسسي للوكالة باستخدام الخبرة الدولية.

التعاون مع صندوق الأمم المتحدة للسكان – قامت وكالة «دوست» بالمكون الثالث من «بناء مجتمع لجميع الأعمار: ضمان رفاهية كبار السن في أذربيجان من خلال الشيخوخة النشطة» التي هي مشروع مشترك لصندوق الأمم المتحدة للسكان ووزارة العمل والحماية الاجتماعية للسكان في جمهورية أذربيجان. وتستند الأنشطة إلى إشراك كبار السن في مبادرات اجتماعية جديدة وتنظيم خدمات اجتماعية جديدة:
1. تقدم الخدمات الاستشارية المتعلقة بمجالي الضمان الاجتماعي والحماية الاجتماعية لكبار السن وتثقيفهم وتمكينهم عن الاستخدام المثمر من التكنولوجيات الجديدة ولضمان حصولهم على أحدث المعلومات وأكثرها موثوقية وحيادية حول فرص وخدمات الرعاية طويلة الأجل؛
2. الاستفادة من الخدمات الاستشارية لكبار السن بناء على ذاكرتهم التنظيمية والفكرية.

نتيجة للمشروع، تمت تغطية أكثر من 19000 مشارك، وشارك 46 شخصا 65+ سنة خبراتهم في تنسيقات تفاعلية متنوعة (دروس فيديو، ندوات عبر الإنترنت)، حصل أكثر من 1000 شاب شاركوا في الدورة الكاملة على شهادات، وشارك 1050 من كبار السن في دورات تدريبية لمحو الأمية بتكنولوجيا المعلومات والاتصالات.
تقوم وكالة «دوست» بعلاقاتها الدولية تحت شعار «الاعتراف والتنمية» في 4 اتجاهات رئيسية:
1. توعية مفهوم «دوست» في المنصات الدولية ذات صلة،
2. توسيع علاقات التعاون مع منظمات الخبراء والمتبرعين الدولية،
3. القيام بالمشاريع المشتركة في مجالي الضمان والحماية الاجتماعية مع المنظمات الدولية،
4. دعم التطوير المؤسسي للوكالة باستخدام الخبرة الدولية.

## التعاون مع برنامج الأمم المتحدة الإنمائي
تأسست أول «مدرسة الفنون الشاملة» لأذربيجان في مركز «دوست» رقم 4 بباكو بالاشتراك مع مكتب برنامج الأمم المتحدة الإنمائي في أذربيجان. يهدف المشروع إلى دعم جهود الحكومة لضمان الحقوق والكرامة والشمول وإمكانية الوصول لقدامى المحاربين في قره باغ الجبلية والنساء ذوات الإعاقة من خلال الأنشطة المترابطة. لضمان استدامة المشروع، يتم توفير الدعم التنظيمي والمعلوماتي من خلال مركز «دوست» ويتم حشد المتطوعين لمساعدة الاشخاص ذوي الإعاقة وتغطية تكاليف التنظيف والصيانة والكهرباء والأمن والإنترنت.

## التعاون مع الشبكة الاجتماعية الأوروبية
التعاون مع الشبكة الاجتماعية الأوروبية. وكالة «دوست» هي عضو الشبكة الاجتماعية الأوروبية ابتداء من شهر مارس عام 2021. مهمة الشبكة الاجتماعية الأوروبية هي تطوير تبادل المعلومات في مجال الخدمات الاجتماعية العامة مع الصحة والتعليم ومجال العمالة والإدماج الاجتماعي لإفادة الناس والمجتمعات من خلال السياسات والممارسات المتقدمة.
منذ تأسيسها، حافظت الوكالة على علاقات وثيقة مع المنظمة، وكعضو في المجلس، قدمت مقترحات في عدد من المناقشات المهمة من الناحية الاستراتيجية. تشترك الوكالة عن كثب في كافة المناقشات الدولية والمؤتمرات والحفلات بمجال خدمات الضمان الاجتماعي للشبكة الاجتماعية الأوروبية بغية ترويج مفهوم «دوست» وتطوير الضمان الاجتماعي بدراسة تجربة الدول الأخرى. حيث، في عامي 2020 و 2021 فازت وكالة «دوست» بوضع المتأهلين للتصفيات النهائية في مسابقة جائزة الشبكة الاجتماعية الأوروبية بكل التطبيقات الثلاثة.

## التعاون مع الجمعية الدولية للضمان الاجتماعي
«برنامج الاعتراف للجمعية الدولية للضمان الاجتماعي». تقدمت وكالة «دوست» بطلب إلى برنامج الاعتراف للجمعية الدولية للضمان الاجتماعي في أغسطس عام 2021 بغية تحسين العمليات ومستوى تقديم الخدمات للسكان. في الوقت الحاضر تقوم الوكالة بالواجبات الضرورية في اتجاهات تقديم تعليمات جديدة وتحسين العمليات الحالية بناء على التي في «كتاب العمل في تعليمات جودة الخدمة». قد تم التقييم الأول لتعليمات برنامج الاعتراف للجمعية الدولية للضمان الاجتماعي وقام بتحديد العمليات والوثائق الطملوبة. وتم تقديم النسخة الأولى لـ«كتاب العمل في تعليمات جودة الخدمة» عبر المنصة الالكترونية إلى تقييم للخبراء.

## جائزة أفضل الممارسات للجمعية الدولية للضمان الاجتماعي لعام 2022
قدمت وكالة «دوست» 3 طلبات إلى جائزة أفضل الممارسات للجمعية الدولية للضمان الاجتماعي لعام 2022:
1. «من أجل المساواة في الحقوق والحياة الكريمة» - المدرجة في قائمة المتأهلين للتصفيات النهائية؛
2. ««دوست»: الحماية الاجتماعية للاشخاص 65+ سنة» - المدرجة في قائمة المتأهلين للتصفيات النهائية؛
3. «نظام مراقبة رضا المواطنين لوكالة «دوست»»- المدرجة في قائمة المتأهلين للتصفيات النهائية.

من المتوقع الإعلان عن النتائج النهائية لجميع الترشيحات الثلاثة في مايو 2022.

## المشاركة في مسابقة جائزة الأمم المتحدة لعام 2022
في تأريخ 03.12.2021 تقدمت وكالة «دوست» طلبا بعنوان ««دوست»: النموذج الذكي للخدمات الاجتماعية المستدامة» في ترشيح «تعزيز الابتكار لتقديم خدمات شاملة وعادلة (متساوية)» إلى هيئة المحلفين لمناقشته. من المتوقع الإعلان عن النتيجة النهائية في تأريخ 21.06.2022.

## المشاركة في مسابقة جائزة الخدمات الاجتماعية الأوروبية لعامي 2020 و 2021
في تأريخ 30.07.2021 قدمت الطلبات للمسابقة في ترشيحي «الابتكارات الاجتماعية» و «فريق متميز» من قبل الوكالة وفازت بمكان في قائمة المتأهلين للتصفيات النهائية. تم تغيير عقد النهائي المقرر عقده في 03.12.2021 إلى 01 أبريل 2022 بسبب عدم قدرة المشاركين على المشاركة بسبب الجائحة.

## التعاون بين وكالة «دوست» وجامعة آدا
تم توقيع مذكرة تفاهم بين المؤسستين في 21.01.2021 من أجل إقامة علاقات متبادلة المنفعة. بناءً على المستند الموقع يتم تنفيذ التدريب والتدريس والممارسة والبحث والاعتراف الدولي وتنفيذ المشاريع المشتركة من أجل المساهمة في تطوير العلاقات بين القطاع العام والجامعة باستخدام البنية التحتية الحالية وقاعدة الخبراء في الجامعة والوكالة.

## رضا المواطن
يتم قياس رضا المواطن بغية زيادة تحسين جودة الخدمات المقدمة في مراكز «دوست». في قياس رضا المواطن تستخدم من الاساليب المتقدمة والتي هي واسع الانتشار كصافي نقاط الترويج ورضا العملاء.
حاليا بلغت نسبة رضا المواطن من مراكز «دوست» هو 97.9 % وبلغت نسبة الرضا من مركز الاتصال 142 هو 89.3 % وبلغت نسبة الرضا من خدمات «دوست» عاما هو 98.2%.